# VilaWeb

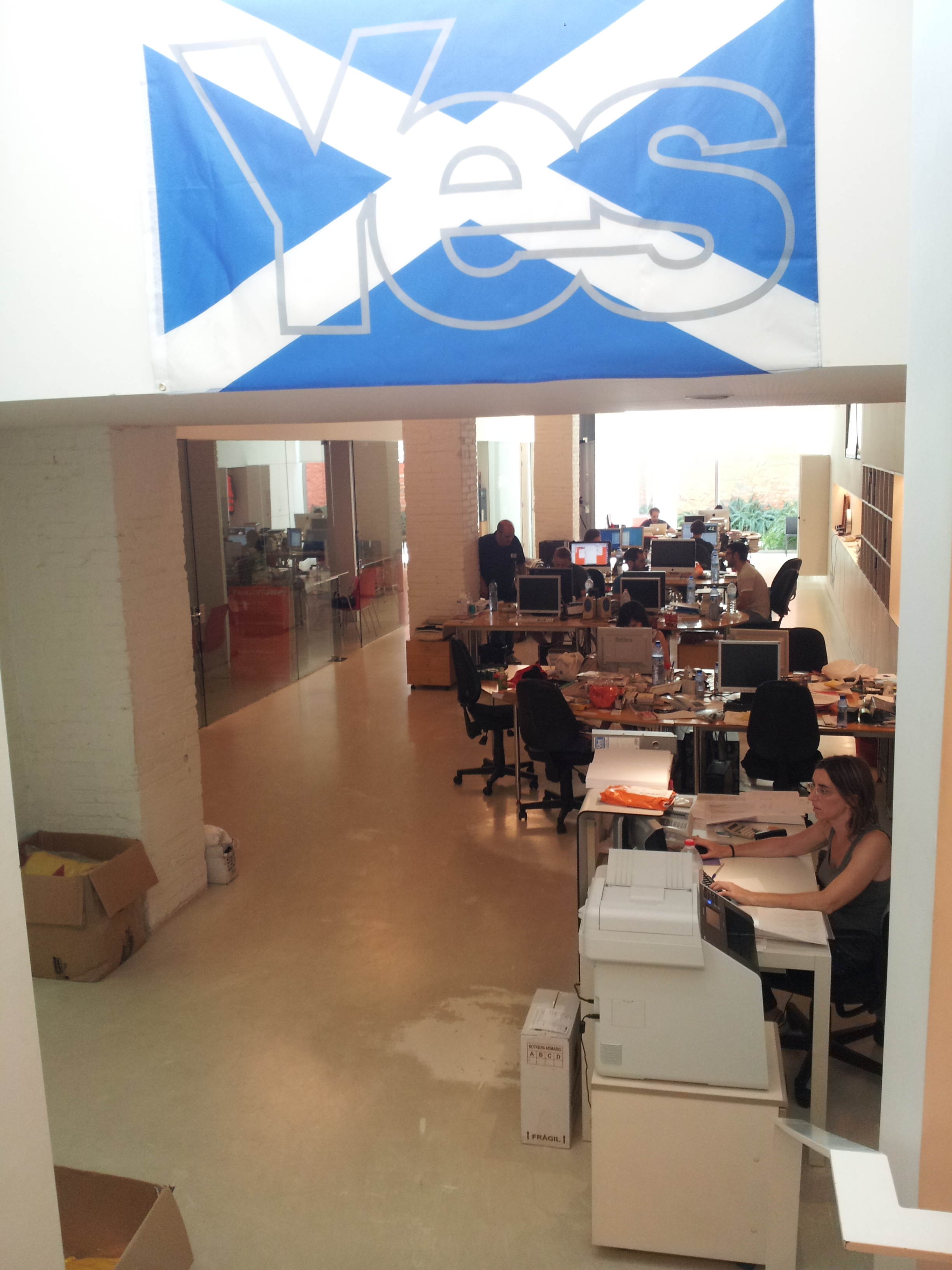
La redacció de Vilaweb el dia abans del referèndum per la independència d'Escòcia, celebrat el 17 de setembre del 2014.

VilaWeb és un diari digital impulsat pels periodistes Assumpció Maresma i Vicent Partal. És el portal més antic en català i un dels mitjans digitals més importants en aquesta llengua. El 2014 es va llançar una versió del portal en anglès, coordinada per Liz Castro. El diari té una línia editorial d'esquerra independentista.
Va néixer originalment amb el nom de La Infopista l'any 1995. En pocs anys va passar de tenir uns cent accessos setmanals a una mitjana diària de gairebé quatre mil, i en el 2010 comptava amb 863.796 visitants, convertint-se en l'estendard del pancatalanisme a internet. El portal ha rebut subvencions de la Generalitat de Catalunya. És membre de l'Associació Europea de Diaris en Llengües Minoritàries o Regionals (MIDAS).
El 2004, va rebre el Premi Nacional de Periodisme 2004 concedit per la Generalitat de Catalunya, fent menció al portal i als seus creadors, Vicent Partal i Assumpció Maresma, pel caràcter fundacional del seu treball en el camp del periodisme digital, que combina rigor, immediatesa, anàlisi i diversitat.